# 1935 في بلجيكا
فيما يلي قوائم الأحداث التي وقعت خلال عام 1935 في بلجيكا.

## رياضة
- 1 يناير – بطولة العالم لسباق الدراجات على الطريق 1935
- 1 يناير – بطولة العالم للدراجات على المضمار 1935

## مواليد

### مايو
- 2 مايو – ايدي باولس درّاج طريق بلجيكي.

### يوليو
- 20 يوليو – جف شيل

### أغسطس
- 20 أغسطس – ديفيد رول

## وفيات

### أكتوبر
- 24 أكتوبر – هنري بيرين (مواليد 1862) مؤرخ بلجيكي.